# Thomas Goodban
Thomas Goodban (Canterbury al voltant 1780 - id. 4 de maig de 1863) fou un compositor i teòric anglès.
La seva mare era cantant, i el seu pare combinà tres oficis per mantenir la família, violinista, vicari laic de la catedral i amfitrió de la taverna Prince of Orange, lloc que més tard (1779) s'hi fundà el Canterbury Catch Club. A l'edat de set anys es convertí en corista de la catedral sota la batuta de Samuel Porter. Després de deixar el cor treballà en la oficina d'un advocat, però en morir el seu pare, (1798), canvià la professió de legalista per la de la música El 1809 fou nomenat secretari de la catedral, i el 1810, en jubilar-se el seu cosí, Osmond Saffrey, es convertí en líder i director del Catch Club. El 1819, els membres del club l'obsequiaren amb una taca i una safata de plata com a mostra d'apreciat.
Goodban fou autor d'alguns llibres d'instruccions per a violí i piano, i de The rudiments of Music, publicats al voltant de 1825, fou una obra molt popular. També fou l'inventor d'un Goodban's game of musical characters per impartir instruccions elementals, i de Musical Cards per a ensenyar la teoria de la música. Morí als 79 anys, deixant tres fills, tots membres de la professió musical a saber: Charles, especialista del corn anglès; Henry William, violoncel·lista i Thomas violista. El seu nebot James Frederic, fou un violinista i organista de St. John's, al barri londinenc de Paddington.